# 714.ª Divisão de Infantaria (Alemanha)
A 714ª Divisão de Infantaria (em alemão:714. Infanterie-Division) foi uma unidade militar que serviu no Exército alemão durante a Segunda Guerra Mundial. A divisão foi redesignada como sendo 114. Jäger-Division no dia 1 de abril de 1943.
A 114. Jäger-Division foi destruída no mês de abril de 1945 na Itália, sendo as unidades restantes da divisão se rendido para as tropas norte-americanas.

## Comandantes
| Comandante<                             | Data                                           |
| 714ª Divisão de Infantaria              | 714ª Divisão de Infantaria                     |
| --------------------------------------- | ---------------------------------------------- |
| Generalleutnant Friedrich Stahl         | 2 de maio de 1941 - 31 de dezembro de 1942     |
| Generalleutnant Josef Reichert          | 1 de janeiro de 1943 - 20 de fevereiro de 1943 |
| General der Gebirgstruppen Karl Eglseer | 20 de fevereiro de 1943 - 1 de abril de 1943   |
| 114. Jäger-Division                     |                                                |
| General der Gebirgstruppen Karl Eglseer | ? de abril de 1943 - 1 de dezembro de 1943     |
| Generalleutnant Alexander Bourquin      | 1 de dezembro de 1943 - 19 de maio de 1944     |
| Generalleutnant Dr. Hans Bölsen         | 19 de maio de 1944 - 19 de julho de 1944       |
| Generalmajor Hans-Joachim Ehlert        | 19 de julho de 1944 - 15 de abril de 1945      |
| Generalmajor Martin Strahammer          | 15 de abril de 1945 - 23 de abril de 1945      |

## Oficiais de operações
| Oberstleutnant Gottfried Annuss | 10 de junho de 1943 - 20 de abril de 1945 |
| Vitzthum von Eckstädt           | 20 de abril de 1945 - 1945                |

## Área de operações
| Alemanha         | maio de 1941 - maio de 1941     |
| Sérvia & Croácia | maio de 1941 - abril de 1943    |
| Iugoslávia       | abril de 1943 - janeiro de 1944 |
| Itália           | janeiro de 1944 - abril de 1945 |